# سيوداد جاردين آيل يبرتادور (مدينة)
سيوداد جاردين آيل يبرتادور (بالإسبانية: Ciudad Jardín El Libertador)‏ هي منطقة سكنية تقع في الأرجنتين في General San Martín Partido.[بحاجة لمصدر] يقدر عدد سكانها بـ 61,780 نسمة وترتفع عن سطح البحر 28 متر.